# 精管
精管（）、または輸精管（）は、精巣上体に貯えられた精子を尿道まで運ぶ直径約3mm、長さ約40cmの細長い管である。
膀胱の後ろ側で前立腺に入る部分は紡錘状に膨らんでおり、精管膨大部と呼ばれる。精管膨大部の先は射精管となって前立腺を貫き尿道に開口する。精管には平滑筋がよく発達しており、射精直前には蠕動運動によって精子を精管膨大部まで効率よく運搬する。